# Повстання бабі (1848—1852)
Повста́ння бабі — озброєна боротьба бабі за свої права в 1848—1852 роках в Персії.
Віра Бабі була заснована Бабом та складалася загалом з ремісників, селян, дрібної торгової буржуазії. Залякане її поширенням шиїтське духовенство намагалося знищити нову віру, що привело до жорстоких повстань. Шиїтське духовенство звинувачувало бабі в агресивності, вказуючи що й сам Баб озброював своїх прихильників, але бабі заперечували таке звинувачення й наголошували, що такі дії були вимушені задля їх виживання. До релігійних вимог додалися й політична нестабільність в країні та соціальне напруження, обумовлене соціальним і політичним гнітом.
Повстання бабі у Нейрізі, Ієзді, Зенджані та інших містах були жорстоко придушені урядом Персії.